# Kirche Weltzin

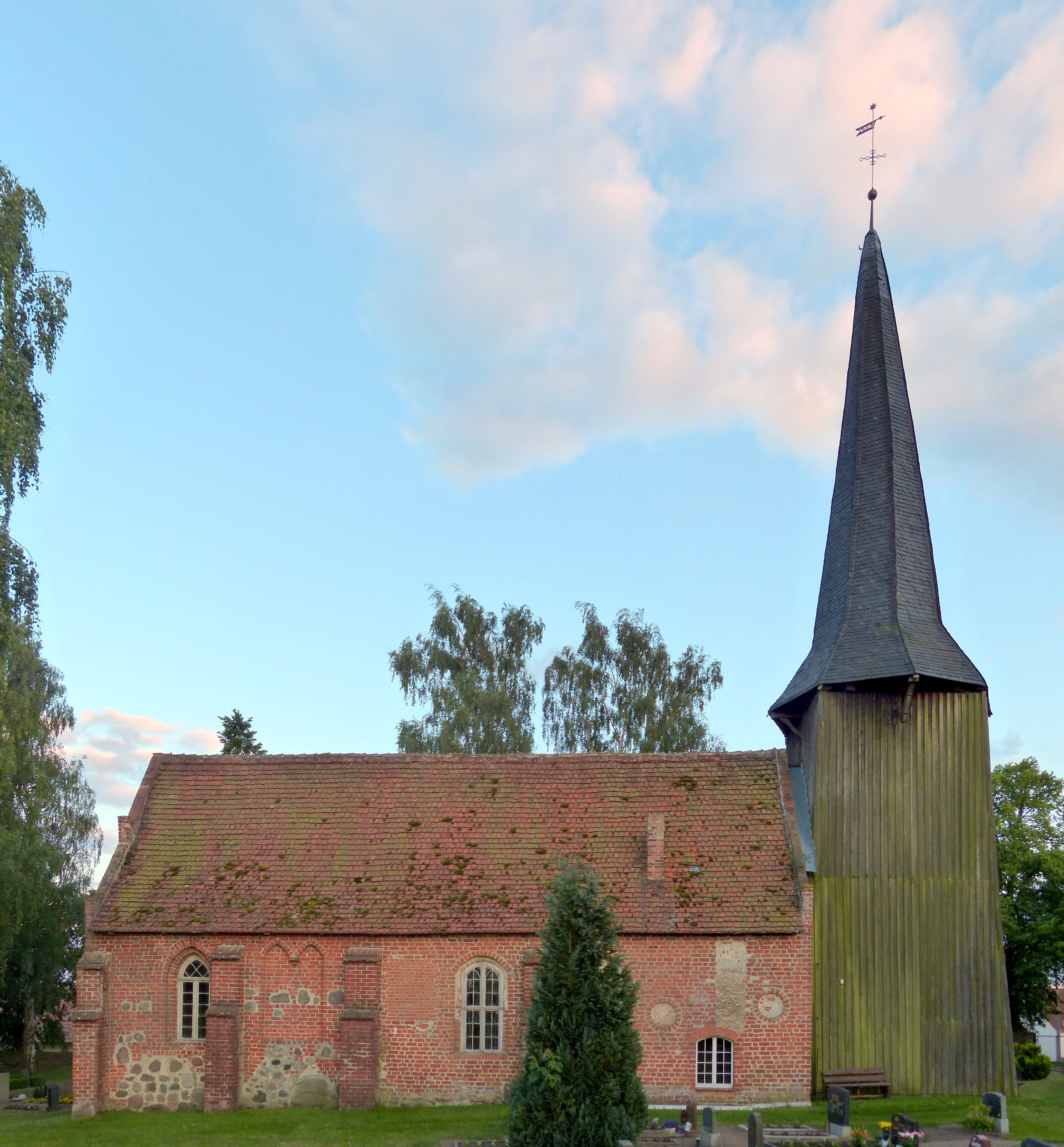
Kirche Weltzin

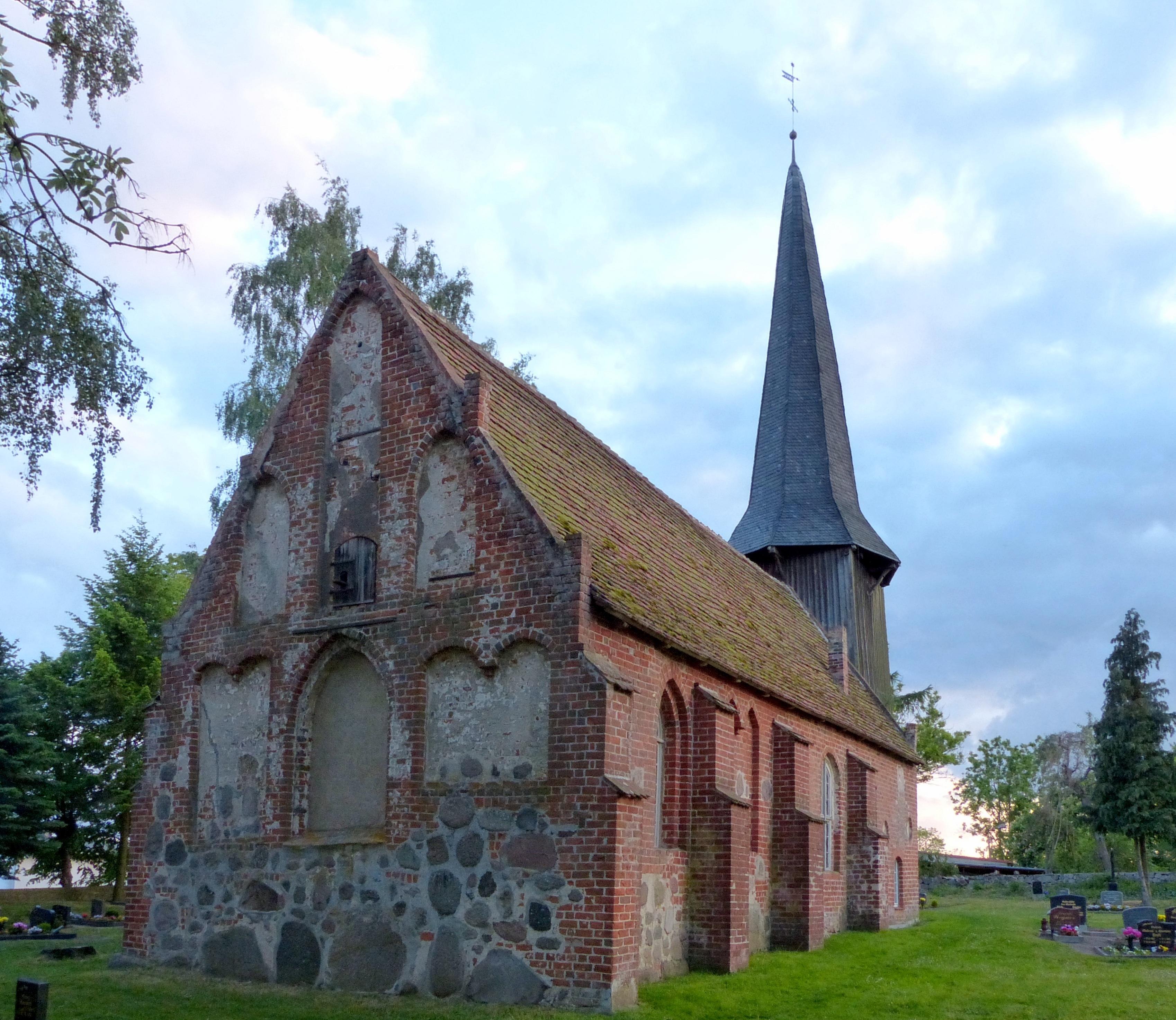
Ostgiebel

Die Kirche Weltzin ist ein Backsteinbau im Ortsteil Weltzin der Gemeinde Burow im Landkreis Mecklenburgische Seenplatte. Sie wurde im 15. oder 16. Jahrhundert gebaut und gehört zur Kirchengemeinde Klatzow im Pommerschen Evangelischen Kirchenkreis.

## Geschichte
Das Kloster Verchen übergab 1274 dem Kloster Reinfeld das Kirchenpatronat in Weltzin und gestattete den Bau einer Kirche. 1308 gehörte diese zum Kloster Stolpe (bei Anklam) . 1644 wurde die bisher eigenständige Pfarrkirche der Klatzower als Filialkirche zugeordnet.
Die heutige Kirche stammt aus dem 15. oder 16. Jahrhundert.

## Architektur
Sie wurde als Backsteinbau, im unteren Bereich teilweise mit Feldstein, errichtet. Das Gebäude hat einen rechteckigen Grundriss und gestufte Strebepfeiler an Nord- und Südseite. Der fensterlose Ostgiebel ist durch Blenden gegliedert. In den Schiffslängswänden, die im 17. oder 18. Jahrhundert teilweise erneuert wurden, befinden sich Rundblenden. In diesen befanden sich noch Ende des 19. Jahrhunderts, wie Hugo Lemcke berichtete, Reste alter Bemalung. Dabei handelte es sich um „concentrische Kreise mit Sternmustern in brauner Farbe“. Der geböschte und mit Brettern verblendete Westturm trägt einen hohen achtseitigen Spitzhelm. Die Glocke wurde 1835 bei Schünnemann in Demmin gegossen.

## Ausstattung
Die Kirche hat einen barocken Altaraufsatz, in den das Mittelstück eines spätmittelalterlichen Schnitzaltars eingefügt wurde. Es zeigt eine vielfigurige Kreuzigungsgruppe, die von Heiligen flankiert wird. Der Aufgang zur Kanzel zeigt in drei Feldern die Evangelisten Matthäus, Lukas und Johannes (Markus fehlt), der Kanzelkorb hat keine Darstellungen. Auch ein Beichtstuhl sowie Chor- und Gemeindegestühl sind barock. Die Orgelempore aus der ersten Hälfte des 18. Jahrhunderts zeigt in ihren Feldern in der Mitte Christus und in den Seiten jeweils paarweise 14 (!) Apostel. Die Orgel wurde von Wilhelm Remler aus Berlin um 1880 (?) gebaut.